# Hoffmann Pál (jogász)
Hoffmann Pál (Nagymarton, 1830. február 25. – Sopron, 1907. június 28.) magyar jogász, egyetemi tanár, az MTA tagja.

## Életpályája
Hoffmann Pál és Hofer Anna gyermeke. A középiskolát és az akkori  bölcsészeti tanfolyamot Győrött, Sopronban és Szombathelyen, jogi tanulmányait Pozsonyban és Bécsben végezte. Három évet töltött bírói gyakorlatban. 1850-1854 között írnokként dolgozott.1860-ban a pesti egyetem jogi karától tanári képesítést nyert , majd 3 féléven át ugyanott mint magántanár tanított. Először a bécsi statisztikai hivatalban volt tisztviselő, majd 1862 és 1864 között a kassai, 1864-től 1866-ig a Pozsonyi Királyi Jogakadémián mint a római és egyházi jog nyilvános rendes tanára működött. 1865-ben a pesti királyi egyetemen a római jog nyilvános tanárává nevezték ki. E minőségben működött 1893 júliusig, amikor egészségi állapota miatt nyugdíjazását kérte és Sopronba vonult vissza. 1877-78-ban a budapesti tudományegyetem rektora volt. 1865-től fogva - szabadelvű párti képviselőként - a Sopron megyei nagymartoni választókerület háromszor, a 7. fővárosi kerület 1878-tól fogva kétszer választotta meg országgyűlési képviselőjévé. E minőségében főleg 1870 és 1875 között szerepelt. A Magyar Tudományos Akadémia 1863 januárjában levelező, majd 1890 májusában rendes tagjává választotta. Hoffmann az egyike volt a legnépszerűbb tanároknak. Jogirodalmi munkássága is jelentős. Önálló részletkutatások nélkül – főleg Arndt, Puchta és Kuntze műveit követve – római jogi tankönyveket írt, lefordította Justinianus Institutióit. Részt vett a magánjogi törvénykönyv előkészítő munkálataiban (általános rész).

## Díjai, kitüntetései
Az ausztriai császári Lipót-rend és a császári vaskorona-rend lovagja, a párizsi Société de Législation Comparée (1876.) levelező tagja. Temesvár szabad királyi város díszpolgárává választotta.

## Önálló művei
- A római magánjog rendszere mai érvényében (Pandekták, négy kiadás, 1858-73);
- Justinianus császár Institutioinak négy könyve (ford., 1864); Online
- A jog lénye (bevezetés a jogtanulmányba) (akadémiai székfoglaló levelező tagként, 1864);
- A közönséges és magyar részszerű egyházjog alapvonalai (1865);
- A római jog külszerü történelme és a római perjog (1868-72, 2. kiadás);
- Institutiók (1875);
- Általános magánjogi törvénykönyvek tervezete Magyarország számára. I. közlemény. Általános rész (1871, az igazságügy-miniszter megbízásából);
- A specificatio, magánjogi értekezés (akadémiai értekezés, 1890);
- A birtoki jogtan kétségei (akadémiai székfoglaló 1892).

## Akadémiai és egyéb tagságai
- A Magyar Tudományos Akadémia levelező tagja (1863), rendes tagja (1890);
- Tagja a párizsi Société de législation comparée-nak (1876)
- Elnöke volt (1873) a 4. magyar jogászgyűlésnek.